# Флагстафф-молл
Флагстафф-молл (англ. Flagstaff Mall) ― торговый центр, расположенный в городе Флагстафф, штат Аризона, США. Принадлежит компании Cypress Equities. Был открыт в 1979 году. Среди главных магазинов ― Dillard's и JCPenney.

## История
Флагстафф-молл был открыт в 1979 году. Проект торгового центра был разработан агентством недвижимости Westcor из города Финикс, Аризона. Основные магазины торгового центра ― JCPenney и Sears уже до этого работали в центре города, но при открытии торгового центра переехали в него. Магазин Dillard’s открылся здесь в 1986 году.
В 2015 году Sears Holdings передал 235 объектов недвижимости, в том числе Sears в торговом центре Флагстаффа, в собственность компании Seritage Growth Properties.
22 августа 2018 года было объявлено, что магазин Sears в торговом центре будет закрыт в рамках плана закрытия 46 магазинов по всей территории США. Магазин был закрыт в ноябре 2018 года. После его закрытия у Флагстафф-молл остались Dillard’s и JCPenney. Ожидается, что часть освободившегося пространства займут дисконт-магазин Ross Stores и фитнес-клуб Planet Fitness.